# Panonychus pusillus
Panonychus pusillus är en spindeldjursart som först beskrevs av Ehara och Toshikazu Gotoh 1987.  Panonychus pusillus ingår i släktet Panonychus och familjen Tetranychidae. Inga underarter finns listade i Catalogue of Life.